# Sphingomorpha monteironis
Sphingomorpha monteironis là một loài bướm đêm trong họ Noctuidae.